# Reteporellina bilabiata
Reteporellina bilabiata är en mossdjursart som beskrevs av Osburn 1952. Reteporellina bilabiata ingår i släktet Reteporellina och familjen Phidoloporidae. Inga underarter finns listade i Catalogue of Life.